# Die Rose von Bagdad
Die Rose von Bagdad (Originaltitel: La rosa di Bagdad) ist ein italienischer Zeichentrickfilm von Anton Gino Domeneghini. Der Film wurde von einem Märchen aus „Tausendundeine Nacht“ inspiriert. Alternative Titel für den Film sind Die singende Prinzessin und Der Zauberer und die Prinzesin.

## Handlung
Prinzessin Zeila, die Enkelin des Kalifen von Bagdad, steht kurz vor ihrer Hochzeit und Prinzen aus den Nachbarländern werden für eine Wahl aus den Verehrern eingeladen. Der böse Scheich Dschafar, der in der Heirat mit Zeila einen Weg sieht, das Königreich zu übernehmen, weiß, dass die Prinzessin der Heirat niemals zustimmen würde. Daher plant er, ihr einen verzauberten Ring an den Finger zu stecken, der sie dazu bringen wird, sich in ihn zu verlieben.
Amin, der junge Musiklehrer der Prinzessin, entdeckt den Plan und stiehlt den Ring; jedoch sperrt Dschafar ihn in ein Schloss ein und der Zauberer Burk färbt seine Haut mit einem Zauber so dunkel, dass selbst seine Mutter ihn nicht mehr erkennt. Nicht einmal die drei Minister des Sultans, die lustigen, aber gutmütigen und tollpatschigen Zirco, Tonko und Zizzibè, können die Prinzessin nicht beschützen und fallen einem Fluch zum Opfer, der sie unschädlich macht.
Aber Amins Güte wird belohnt, denn ein unbekannter Bettler, dem er Almosen gegeben hatte, wird ihm Aladdins Lampe geben, und mit Hilfe des Dschinn kann der Junge seine Feinde besiegen und die Prinzessin befreien, die ihn heiraten wird.

## Synchronisation
| Rolle                | Originalsprecher                             | Deutscher Sprecher (1952) | Deutscher Sprecher (1988) |
| -------------------- | -------------------------------------------- | ------------------------- | ------------------------- |
| Prinzessin Zeila     | Germana Calderini Beatrice Preziosa (Gesang) |                           | Karin Eckhold             |
| Amin                 | Corrado Pani                                 |                           | Marion von Stengel        |
| Kalif Oman           | Olinto Cristina                              | Walter Werner             | Rolf Jülich               |
| Minister Tonko       | Mario Gallina                                | Walter Suessenguth        | Gerhard Marcel            |
| Minister Zirko       | Lauro Gazzolo                                | Clemens Hasse             | Utz Richter               |
| Minister Zizibé      | Mario Besesti                                | Hans Hessling             | Beate Hasenau             |
| Dschafar             | Giulio Panicali                              | Erich Fiedler             | Manfred Reddemann         |
| Purk                 | Carlo Romano                                 | Karl Meixner              | Gottfried Kramer          |
| Calina               | Luisa Malagrida                              | Luisa Malagrida           | Gabriele Libbach          |
| Marimana             | Maria Saccenti Sakella Rio (Gesang)          | Gisela Trowe              | Margit Wolff              |
| Der große Kadi       | Lauro Gazzolo                                | Hugo Schrader             | Günther Jerschke          |
| Fatima               | Giovanna Scotto                              |                           |                           |
| Sobede, Amins Mutter | Renata Marini                                |                           |                           |
| Mustafa              |                                              | Carl Heinz Charrell       |                           |
| Erzähler             | Stefano Sibaldi                              | Ursula Grabley            | Hans Paetsch              |

## Hintergrund
Der Film wurde am 22. Dezember 1949 bei den Internationalen Filmfestspielen von Venedig uraufgeführt. 1952 wurde er international veröffentlicht, unter anderem in den Vereinigten Staaten. Für die englische Fassung wurde die Rolle der Prinzessin Zeila von der damals 17-jährigen Julie Andrews synchronisiert.